# Hangmagasság
A hangmagasság a hang, elsősorban a zenei hang egyik jellemzője. A hangmagasságot a hang frekvenciája határozza meg: nagyobb frekvencia esetén magasabb hangot érzékelünk.
A hangmagasság érzete a frekvencia logaritmusával arányos. Ennek megfelelően a fülünk által egyenletes távolságra, például egy-egy oktávra elhelyezkedő hangok frekvenciája rendre 2-, 4-, 8-, 16-szorosa az eredeti hangnak, azaz egy oktávnak dupla frekvencia felel meg.
Az emberi fül számára hallható hangmagasság-tartomány körülbelül a 20 Hz-20 kHz közötti intervallumba esik. Az emberi életkor előrehaladtával és a hallás romlásával a magas frekvenciájú hangokat egyre kevésbé érzékeljük.
Ha egy időben többféle zenei hangból álló hangkeveréket hallunk, akkor ezek összetevőit fülünk külön-külön hangmagasságokként képes érzékelni,  ez teszi lehetővé a zenei összhangzatok érzékelését (kivéve, ha az összetevők sokasága zörejszerű hangot eredményez).